# تلنبار

تصویری از یک تلنبار نوین از جنس فراورده‌های بتنی با پوشش سقفی حلبی در روستای خلیفه محله رودسر

تلنبار (زبان تالشی: تَلنبار) (گویش گیلکی گیلان: تـُلمبار) سازه‌ای است برای پرورش کرم ابریشم که نوغانداران شمالی با بهره‌گیری از تنه و شاخه‌های درختان جنگلی در کنار محوطه توتستان‌ها، ساخت آن را می‌کنند.

## مشخصات سازه
تلنبار محل ویژه‌ای به مساحت تقریبی ده تا سی متر مربع که قسمتی تا تمامی کار پرورش و نگهداری کرم ابریشم (گویش گیلکی: نوغان) در ارتفاع حدوداً ۵/۱ تا ۵/۲ متری از زمین به سامان می‌رسد.
برای تهیه الیاف ابریشم، کرم ابریشم را در مکان‌هایی به نام تلنبار نگهداری کرده و با برگ توت تغذیه می کنند. برای ساخت تلنبار درگذشته، تماماً از جنس چوب درختان جنگلی با پوشش سقف گالی مورد استفاده قرار می‌گرفته، اما امروزه با توجه به پیشرفت صنعت ساختمان سازی، جنس فراورده‌های بتنی با پوشش سقفی حلبی جایگزین بافت قدیمی شده‌است.